# Lennart Söder
Lennart Söder, född 9 november 1956 i Solna, är en svensk professor, utnämnd 1999. Söder arbetar på Skolan för elektro- och systemteknik vid Kungliga Tekniska högskolan i Stockholm.
Söder disputerade 1988 med en avhandling om kvantifiering av nätnytta av vindkraft i kraftsystemet. Han har under många år kartlagt och analyserat elkraftsystem, bland annat hur de påverkas av ökad andel förnybar elproduktion. Han var särskild utredare för SOU 2008:13, Bättre kontakt via nätet - om anslutning av förnybar elproduktion.
Söders vetenskapliga publicering har (2025) enligt Scopus närmare 12 000 citeringar och ett h-index på 50.